# Горни Църниш
Горни Църниш (на сръбски: Горњи Црниш) е село в Сърбия, разположено в община Тутин, Рашки окръг. Намира се на 1120 метра надморска височина. Населението му според преброяването през 2011 г. е 98 души. При преброяването на населението през 2002 г. има 36 жители, от тях 36 (100,00 %) бошняци.

## Население
Численост на населението според преброяванията през годините:
- 1948 – 365 души
- 1953 – 417 души
- 1961 – 408 души
- 1971 – 434 души
- 1981 – 382 души
- 1991 – 272 души
- 2002 – 36 души
- 2011 – 98 души